# Campeonato Mundial Júnior de Natação de 2013
O Campeonato Mundial Júnior de natação de  2013 foi a quarta edição do Campeonato Mundial Júnior de Natação sendo realizado na cidade de Dubai, Emirados Árabes Unidos, de 16 de agosto a 21 de agosto de 2013.

## Resultados
Competiram atletas com idade inferior a 18 anos. Abaixo os resultados finais do campeonato. 

### Masculino
| Evento         | Ouro | Ouro     | Prata | Prata    | Bronze | Bronze   |
| -------------- | --- | -------- | --- | -------- | --- | -------- |
| Livre          | |          | |          | |          |
| 50 m           | Luke Percy · Austrália                                                                                            | 22.14    | Evgeny Sedov · Rússia                                                                                              | 22.19    | Caeleb Dressel · Estados Unidos                                                                                         | 22.22    |
| 100 m          | Caeleb Dressel · Estados Unidos                                                                                   | 48.97    | Luke Percy · Austrália                                                                                             | 49.06    | Evgeny Sedov · Rússia                                                                                                   | 49.47    |
| 200 m          | Mack Horton · Austrália                                                                                           | 1:47.55  | James Guy · Reino Unido                                                                                            | 1:48.18  | Andrea Mitchel D'Arrigo · Itália                                                                                        | 1:48.28  |
| 400 m          | Mack Horton · Austrália                                                                                           | 3:47.12  | James Guy · Reino Unido                                                                                            | 3:48.05  | Jan Micka · Chéquia | 3:48.32  |
| 800 m          | Mack Horton · Austrália                                                                                           | 7:45.67  | Jan Micka · Chéquia                                                                                                | 7:56.33  | Pawel Furtek · Polónia                                                                                                  | 7:58.33  |
| 1500 m         | Mack Horton · Austrália                                                                                           | 14:56.60 | Jan Micka · Chéquia                                                                                                | 15:08.43 | Pawel Furtek · Polónia                                                                                                  | 15:17.48 |
| Costas         | |          | |          | |          |
| 50 m           | Grigory Tarasevich · Rússia                                                                                       | 25.44    | Carl Louis Schwarz · Alemanha                                                                                      | 25.76    | Michail Kontizas · Grécia                                                                                               | 25.90    |
| 100 m          | Apostolos Christou · Grécia                                                                                       | 54.87    | Danas Rapšys · Lituânia                                                                                            | 55.24    | Grigory Tarasevich · Rússia                                                                                             | 55.33    |
| 200 m          | Luca Mencarini · Itália                                                                                           | 1:57.92  | Keita Sunama · Japão                                                                                               | 1:58.21  | Connor Green · Estados Unidos                                                                                           | 1:58.42  |
| Peito          | |          | |          | |          |
| 50 m           | Peter John Stevens · Eslovênia                                                                                    | 27.98    | Kohei Goto · Japão                                                                                                 | 28.09    | Vsevolod Zanko · Rússia                                                                                                 | 28.18    |
| 100 m          | Ilya Khomenko · Rússia                                                                                            | 1:00.88  | Vsevolod Zanko · Rússia                                                                                            | 1:01.10  | Kohei Goto · Japão | 1:01.39  |
| 200 m          | Aleksandr Palatov · Rússia                                                                                        | 2:10.75  | David Horvath · Hungria                                                                                            | 2:11.95  | Mikhail Dorinov · Rússia                                                                                                | 2:12.11  |
| Borboleta      | |          | |          | |          |
| 50 m           | Cameron Jones · Austrália                                                                                         | 23.96    | Dylan Carter · Trinidad e Tobago                                                                                   | 23.98    | Takaya Yasue · Japão | 24.01    |
| 100 m          | Takaya Yasue · Japão                                                                                              | 53.01    | Pedro Vieira · Brasil                                                                                              | 53.17    | Justin Lynch · Estados Unidos · Matthew Josa · Estados Unidos                                                           | 53.27    |
| 200 m          | Andrew Seliskar · Estados Unidos                                                                                  | 1:56.42  | Masato Sakai · Japão                                                                                               | 1:56.82  | Alexander Kudashev · Rússia                                                                                             | 1:58.57  |
| Medley         | |          | |          | |          |
| 200 m          | Joseph Bentz · Estados Unidos                                                                                     | 1:59.44  | Semen Makovich · Rússia                                                                                            | 1:59.50  | Keita Sunama · Japão | 1:59.74  |
| 400 m          | Joseph Bentz · Estados Unidos                                                                                     | 4:14.97  | Semen Makovich · Rússia                                                                                            | 4:15.89  | Keita Sunama · Japão | 4:17.67  |
| Revezamento    | |          | |          | |          |
| 4×100 m livre  | Austrália · Luke Percy (49.14) · Regan Leong (49.11) · Blake Jones (49.38) · Mack Horton (49.33)                  | 3:16.96  | Estados Unidos · Paul Powers (49.94) · Brett Ringgold (50.33) · Kyle Gornay (50.65) · Caeleb Dressel (48.29)       | 3:19.21  | Rússia · Evgeny Sedov (49.27) · Ivan Kuzmenko (49.98) · Daniil Melyanenkov (50.68) · Sergei Tarkhanov (49.64)           | 3:19.57  |
| 4×200 m livre  | Reino Unido · Matthew Johnson (1:50.88) · Max Litchfield (1:49.11) · Caleb Hughes (1:48.98) · James Guy (1:46.39) | 7:15.36  | Austrália · Isaac Jones (1:49.90) · Regan Leong (1:48.96) · Jack McLoughlin (1:51.12) · Mack Horton (1:45.84)      | 7:15.82  | Estados Unidos · Blake Pieroni (1:50.74) · Joseph Bentz (1:48.61) · Caeleb Dressel (1:48.27) · Alexander Katz (1:50.05) | 7:17.67  |
| 4×100 m medley | Japão · Keita Sunama (55.47) · Kohei Goto (1:00.56) · Takaya Yasue (52.20) · Toru Maruyama (49.90)                | 3:38.13  | Rússia · Grigory Tarasevich (55.57) · Vsevolod Zanko (1:00.49) · Alexander Kudashev (53.37) · Evgeny Sedov (49.29) | 3:38.72  | África do Sul · Christopher Reid (56.29) · Jarred Crous (1:01.45) · Ryan Coetzee (55.56) · Caydon Muller (48.71)        | 3:42.01  |

### Feminino
| Evento         | Ouro | Ouro     | Prata | Prata    | Bronze | Bronze   |
| -------------- | --- | -------- | --- | -------- | --- | -------- |
| Livre          | |          | |          | |          |
| 50 m           | Rūta Meilutytė · Lituânia | 25.10    | Rozaliya Nasretdinova · Rússia                                                                                       | 25.16    | Siobhan Bernadette Haughey · Hong Kong                                                                                                 | 25.38    |
| 100 m          | Siobhan Bernadette Haughey · Hong Kong                                                                                        | 54.47    | Rūta Meilutytė · Lituânia                                                                                            | 54.94    | Shayna Jack · Austrália | 55.23    |
| 200 m          | Diletta Carli · Itália | 1:58.94  | Mariia Baklakova · Rússia                                                                                            | 1:59.51  | Quinn Carrozza · Estados Unidos | 1:59.69  |
| 400 m          | Remy Fairweather · Austrália                                                                                                  | 4:07.77  | Alanna Bowles · Austrália                                                                                            | 4:10.32  | Quinn Carrozza · Estados Unidos | 4:11.14  |
| 800 m          | Alanna Bowles · Austrália | 8:32.68  | Rebecca Mann · Estados Unidos                                                                                        | 8:37.85  | Linda Caponi · Itália | 8:38.42  |
| 1500 m         | Rebecca Mann · Estados Unidos                                                                                                 | 16:23.89 | Linda Caponi · Itália                                                                                                | 16:33.62 | Isabella Rongione · Estados Unidos | 16:35.28 |
| Costas         | |          | |          | |          |
| 50 m           | Gabrielle Fa'amausili · Nova Zelândia                                                                                         | 28.64    | Daria Ustinova · Rússia                                                                                              | 28.71    | Clara Smiddy · Estados Unidos | 28.86    |
| 100 m          | Daria Ustinova · Rússia | 1:01.05  | Kathleen Baker · Estados Unidos                                                                                      | 1:01.18  | Jessica Fullalove · Reino Unido | 1:01.27  |
| 200 m          | Kylie Stewart · Estados Unidos                                                                                                | 2:09.74  | Kathleen Baker · Estados Unidos                                                                                      | 2:10.68  | Daria Ustinova · Rússia | 2:10.79  |
| Peito          | |          | |          | |          |
| 50 m           | Rūta Meilutytė · Lituânia | 29.86    | Viktoriya Solnceva · Ucrânia                                                                                         | 31.34    | Sophie Taylor · Reino Unido | 31.38    |
| 100 m          | Rūta Meilutytė · Lituânia | 1:06.61  | Sophie Taylor · Reino Unido                                                                                          | 1:07.36  | Viktoriya Solnceva · Ucrânia | 1:07.53  |
| 200 m          | Viktoriya Solnceva · Ucrânia                                                                                                  | 2:23.12  | Anastasiya Malyavina · Ucrânia                                                                                       | 2:27.46  | Silvia Guerra · Itália | 2:27.51  |
| Borboleta      | |          | |          | |          |
| 50 m           | Svetlana Chimrova · Rússia | 26.32    | Stephanie Whan · Austrália                                                                                           | 26.71    | Lucie Svecena · Chéquia | 26.97    |
| 100 m          | Svetlana Chimrova · Rússia | 58.34    | Liliána Szilágyi · Hungria                                                                                           | 58.73    | Jemma Schlicht · Austrália | 59.08    |
| 200 m          | Kathryn McLaughlin · Estados Unidos                                                                                           | 2:08.72  | Liliána Szilágyi · Hungria                                                                                           | 2:09.46  | Misuzu Yabu · Japão | 2:10.76  |
| Medley         | |          | |          | |          |
| 200 m          | Rūta Meilutytė · Lituânia | 2:12.32  | Ella Eastin · Estados Unidos                                                                                         | 2:13.76  | Sydney Pickrem · Canadá | 2:14.36  |
| 400 m          | Ella Eastin · Estados Unidos                                                                                                  | 4:40.02  | Rebecca Mann · Estados Unidos                                                                                        | 4:40.26  | Emily Overholt · Canadá | 4:42.03  |
| Revezamento    | |          | |          | |          |
| 4×100 m livre  | Rússia · Mariia Baklakova (55.05) · Rozaliya Nasretdinova (55.35) · Valeriia Kolotushkina (55.45) · Daria S. Ustinova (55.55) | 3:41.40  | Austrália · Chelsea Gillett (56.36) · Shayna Jack (55.18) · Georgia Miller (55.64) · Jemma Schlicht (55.85)          | 3:43.03  | Estados Unidos · Cierra Runge (55.22) · Kathryn McLaughin (55.67) · Alexandra Meyers (56.34) · Mary Schneider (55.81)                  | 3:43.04  |
| 4×200 m livre  | Estados Unidos · Quinn Carrozza (2:00.35) · Kathryn McLaughin (1:59.34) · Katherine Drabot (2:00.08) · Cierra Runge (1:59.65) | 7:59.42  | Austrália · Chelsea Gillett (2:01.48) · Shayna Jack (1:59.96) · Remy Fairweather (1:59.51) · Alanna Bowles (2:02.12) | 8:03.07  | Rússia · Mariia Baklakova (1:59.42) · Valeriia Kolotushkina (2:01.32) · Valeriia Salamatina (2:01.76) · Anastasia Guzhenkova (2:02.95) | 8:05.45  |
| 4×100 m medley | Rússia · Daria Ustinova (1:01.29) · Anna Belousova (1:08.74) · Svetlana Chimrova (58.65) · Rozaliya Nasretdinova (55.80)      | 4:04.48  | Reino Unido · Jessica Fullalove (1:02.12) · Sophie Taylor (1:07.78) · Emma Day (1:00.96) · Grace Vertigans (54.56)   | 4:05.42  | Estados Unidos · Kathleen Baker (1:01.10) · Olivia Anderson (1:09.62) · Courtney Weaver (1:00.37) · Cierra Runge (54.67)               | 4:05.76  |

## Quadro de medalhas
| Ordem | País              | Medalha de ouro | Medalha de prata | Medalha de bronze | Total |
| ----- | ----------------- | --------------- | ---------------- | ----------------- | ----- |
| 1     | Austrália         | 10              | 6                | 2                 | 18    |
| 2     | Rússia            | 9               | 8                | 9                 | 26    |
| 3     | Estados Unidos    | 9               | 7                | 12                | 28    |
| 4     | Lituânia          | 4               | 3                | 0                 | 7     |
| 5     | Japão             | 2               | 3                | 5                 | 10    |
| 6     | Itália            | 2               | 1                | 3                 | 6     |
| 7     | Reino Unido       | 1               | 4                | 2                 | 7     |
| 8     | Ucrânia           | 1               | 2                | 1                 | 4     |
| 9     | Grécia            | 1               | 0                | 1                 | 2     |
| 9     | Hong Kong         | 1               | 0                | 1                 | 2     |
| 11    | Nova Zelândia     | 1               | 0                | 0                 | 1     |
| 11    | Eslovênia         | 1               | 0                | 0                 | 1     |
| 13    | Hungria           | 0               | 3                | 0                 | 3     |
| 14    | Chéquia           | 0               | 2                | 2                 | 4     |
| 15    | Brasil            | 0               | 1                | 0                 | 1     |
| 15    | Alemanha          | 0               | 1                | 0                 | 1     |
| 15    | Trinidad e Tobago | 0               | 1                | 0                 | 1     |
| 18    | Canadá            | 0               | 0                | 2                 | 2     |
| 18    | Polónia           | 0               | 0                | 2                 | 2     |
| 20    | África do Sul     | 0               | 0                | 1                 | 1     |
| Total | Total             | 42              | 42               | 43                | 127   |

Legenda
| Recorde mundial       | Recorde mundial (World record)               |                       | Recorde africano                      | Recorde africano (African) |                                           | Q | Classificado por posição (Qualified) |
| Recorde do campeonato | Recorde do campeonato (Championship record)  | Recorde da América    | Recorde da América (Americas)         | q                          | Classificado por melhor tempo (Qualified) |   |                                      |
| Melhor marca do ano   | Melhor marca do ano (World leading)          | Recorde asiático      | Recorde asiático (Asian)              | DNS                        | Não largou (Did not start)                |   |                                      |
| Recorde nacional      | Recorde nacional (National record)           | Recorde europeu       | Recorde europeu (European)            | DNF                        | Não terminou (Did not finish)             |   |                                      |
| Recorde pessoal       | Recorde pessoal do atleta (Personal best)    | Recorde da Oceania    | Recorde da Oceania (Oceania)          | DSQ / DQ                   | Desclassificado (Disqualified)            |   |                                      |
| Recorde da temporada  | Recorde da temporada do atleta (Season best) | Recorde sul-americano | Recorde sul-americano (South America) | NM                         | Sem marca (No mark)                       |   |                                      |